# Trichactia nubilinervis
Trichactia nubilinervis là một loài ruồi trong họ Tachinidae.